# Cathy Boswell
Catherine La Ora "Cathy" Boswell (Joliet, 10 november 1962) is een voormalig Amerikaans basketbalspeelster. Zij won met het Amerikaans basketbalteam de gouden medaille tijdens de Olympische Zomerspelen 1984.
Boswell speelde voor het team van de Illinois State University, voordat ze in 1984 in het buitenland ging spelen. In totaal speelde ze vijf jaar in Spanje,  zeven jaar in Brazilië en een jaar in Italië. In 2006 ging ze met pensioen als speler.
Tijdens de Olympische Zomerspelen 1984 in Los Angeles won ze olympisch goud door Zuid-Korea te verslaan in de finale met 85-55. Boswell was goed voor 4 punten tijdens de finale.
Na haar carrière als speler werd zij basketbalcoach.